# Kapelle St. Josef (Schönanger)

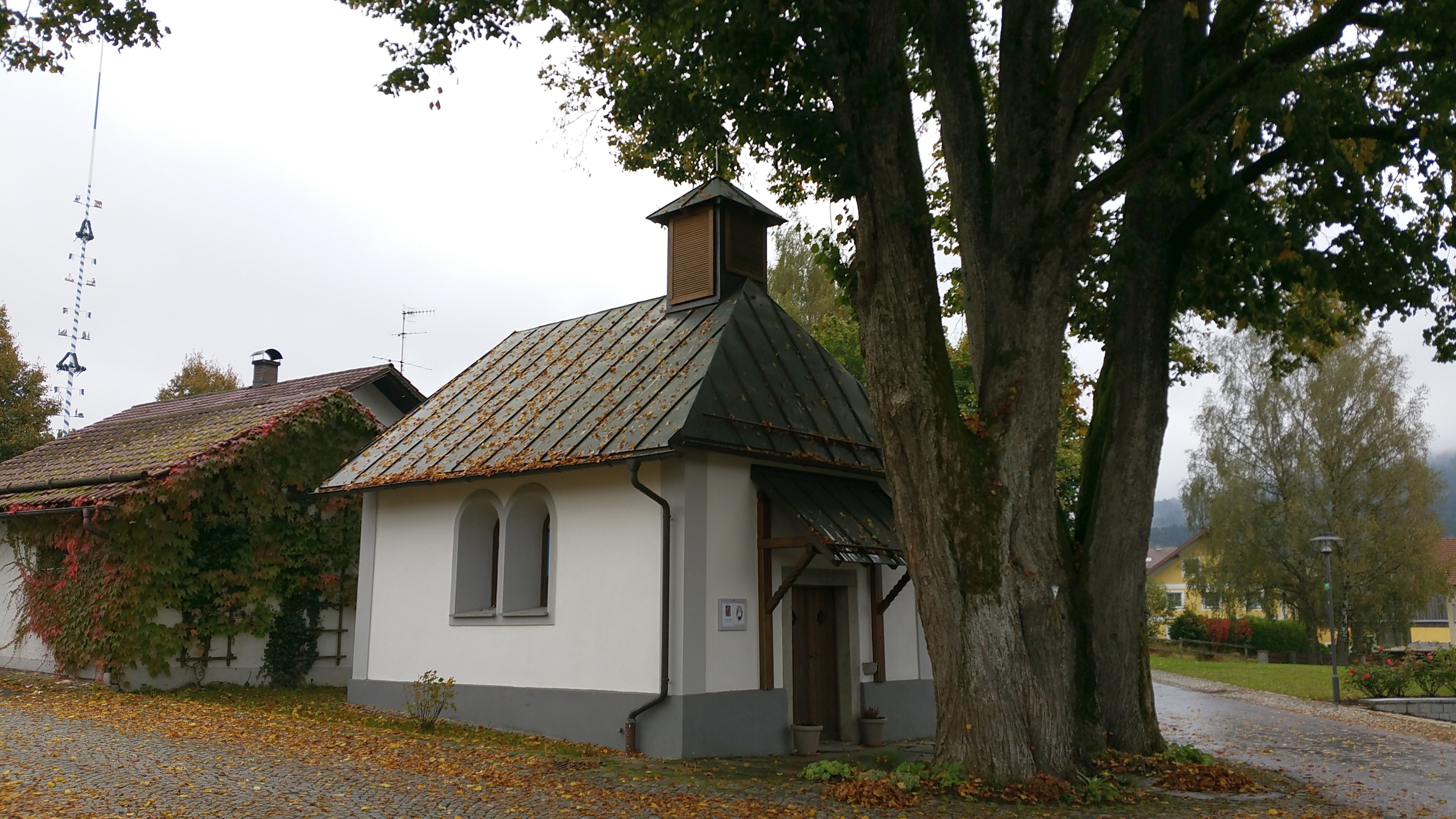
Kapelle St. Josef in Schönanger (Gemeinde Neuschönau in Niederbayern)

Die Kapelle St. Josef ist eine Dorfkirche im Ortsteil Schönanger der Gemeinde Neuschönau. Sie ist das älteste sakrale Bauwerk der Gemeinde und steht unter Denkmalschutz.

## Geschichte
Die erste urkundliche Erwähnung Schönangers stammt aus einer Stiftungsurkunde, in der Landgraf Johann von Leuchtenberg am 5. August 1396 das Kloster Sankt Oswald den Ordensbrüdern des Heiligen Paulus vermachte. Das Kloster erhielt sechs Walddörfer, zu denen Schönanger gehörte.
1847 erbauten die Dorfbewohner eine Kapelle, die am 16. November 1847 durch den Propst Florian Scharrer aus St. Oswald dem Schutzpatron Joseph von Nazareth geweiht wurde.
1947 wurde die Kapelle renoviert. Stefan Weißzer, ein Flüchtling aus Weißrussland, malte die Apsis mit einem Motiv der heiligen Familie, „Maria aus den Wolken schwebend“, aus.
Von 1968 bis 1973 wurde die Kapelle grundlegend saniert. Ausschlaggebend waren die Schäden am Dachstuhl, verursacht durch einen hineinwachsenden Ast der 160-jährigen Linden, die am Eingang zur Kapelle stehen. Der historische Halbwalm wurde durch ein Giebeldach ersetzt. Die Kirche erhielt einen neuen, aus Stein gehauenen Altar, der Fußboden wurde mit Fliesen belegt und der Außenputz komplett erneuert. Anschließend wurden im Zuge der allgemeinen „Kirchen- und Kapellenmoderisierungen“ Statuen aus der Kirche entfernt und das Gemälde übermalt.
Die Dorferneuerung und der Abschluss der Flurbereinigung Schönanger sowie Bauschäden gaben den Anstoß, die Kapelle grundlegend zu renovieren. Im Jahr 1992 wurde entschieden, das Kirchengebäude nicht abzureißen, sondern es grundlegend zu sanieren. Der Dachstuhl wurde erneuert, das Walmdach wiederhergestellt und neu mit Kupfer eingedeckt. Der Glockenstuhl wurde erneuert und mit einem elektrischen Geläut versehen, die Grundmauern saniert und isoliert. 1994 folgten die Erneuerung des Innenputzes sowie Ausbesserungsarbeiten am Außenputz. Aufgrund der Putzschäden, der Übermalung des Altargemäldes und der Modernisierung in den 1970er Jahren gab es in der Kapelle nichts, was erhaltenswert oder renovierungsfähig gewesen wäre. Der ortsansässige Künstler Herbert Muckenschnabl übernahm die Gesamtgestaltung. Die Renovierung der Kapelle und der vorhandene ehemalige Altarstein waren Anlass, einen Gedenkstein für die Gefallenen und Verstorbenen der Dorfgemeinschaft aufzustellen.
Am 28. August 2014 am Festtag des Hl. Augustinus wurde ein Wegkreuz neben der Dorfkapelle von H.H. Dekan emeritus, BGR Pfarrer Heinrich Erhart gesegnet.
Am 24. Oktober 2014 fand die Gründungsversammlung eines Kapellenvereins statt (Kapellenverein Sankt Josef Schönanger e.V.).

## Fensterbilder
Die Fensterbilder aus Bleiverglasung zeigen Josefs Traum, die Herbergssuche, Steh auf, nimm das Kind und seine Mutter und Der zwölfjährige Jesus im Tempel.

## Altarbild
Das Altarbild zeigt Josef der Zimmermann (geschlossen) und Ruhe auf der Flucht nach Ägypten (Altar offen). Im Oktober 2016 wurde die Restaurierung des Flügelaltars in der Dorfkapelle durch den Künstler Herbert Muckenschnabl in Angriff genommen und zum 170-jährigen Weihejubiläum der Dorfkapelle, wurde das neue Altarbild am 21. Mai 2017 durch H.H. Dekan Msgr. Steinbeißer aus Grafenau gesegnet.

## Glocke
Die Glocke war trotzdem nicht an bzw. auf der Kapelle, gibt es doch in der Pfarrchronik zu den Abnahmen von Kirchenglocken für Kriegszwecke folgenden Eintrag:
„Am 7. Januar 1942 Mittags wurde das Dorfglöckchen in Schönanger auf dem Dach des Anwesen Hermann Ranzinger Abgenommen und Fortgeschafft. 1951 nahm Pfarrer Fritz Hannes in Schönanger die Weihe der neuen Glocke, welche nunmehr ihren Platz im Glockenturm der Kapelle hatte, vor.“